# واين وليامز
واين وليامز (بالإنجليزية: Wayne Williams) هو قاتل متسلسل أمريكي، ولد في 27 مايو 1958 في أتلانتا في الولايات المتحدة.

## وصلات خارجية
- واين وليامز على موقع إن إن دي بي (الإنجليزية)